# Rencontres musicales africaines
Les rencontres musicales africaines (REMA) sont un événement musical annuel de premier plan qui se tient chaque année à Ouagadougou au Burkina Faso. Elle est l'initiative de l'artiste musicien burkinabè Alif Naaba. Ces rencontres visent à rassembler des professionnels de la musique pour échanger sur des thèmes cruciaux liés à l'économie musicale et à la professionnalisation des métiers de la musique sur le continent.

## Historique
Initiées par Alif Naaba en 2018 et portées par la maison de production  "La cour du Naaba", les REMA visent à rassembler à Ouagadougou des professionnels de la musique venant d’Afrique et d’ailleurs afin d'échanger sur des thématiques liées à l’économie de la musique ainsi aux métiers dérivés. La rencontre dure trois jours et s’articule autour de concerts, de débats et de formations avec des acteurs venus du monde entier. L'évènement est considéré comme premier du genre au Burkina Faso. Il s'agit également du premier évènement burkinabè à recevoir la certification Copyright Friendly Label qui concerne la conformité de la gestion des droits d'auteur. Les premières éditions étaient essentiellement axées sur la réflexion autour de l'industrie musicale africaine et sur la professionnalisation du secteur. En plus des panels, des showcases sont organisés pour mettre en lumière des talents émergeant et faciliter des connexions professionnelles. Dès la 5e édition en 2022, le comité intègre un grand concert qui rassemble un public plus large avec des stars nationales et internationales.

## Articulations
Les Rema se déroulent sur trois jours et proposent un programme varié.

### Panels
Plusieurs panels consacrés à l'industrie musicale africaine sont proposés durant ces trois jours réflexion. Ces panels rassemblent des professionnels, des artistes et des experts pour discuter des enjeux et des évolutions de la musique sur le continent.

### Workshop
Les Rema mettent un accent particulier sur la formation des artistes et des professionnels de la musique. Des ateliers et des séminaires sont proposés sur des sujets variés, tels que la gestion de carrière, la production musicale, le marketing et la distribution. Ces sessions visent à renforcer les compétences des participants et à les préparer aux défis de l'industrie musicale moderne.

### Keynotes
Les REMA accueillent des keynotes animées par des figures influentes de l'industrie musicale. Ces interventions offrent des perspectives précieuses sur les tendances émergentes et les défis auxquels fait face la musique africaine aujourd'hui. Les conférenciers partagent leurs expériences et leurs visions, inspirant ainsi la nouvelle génération d'artistes et de professionnels.

### Concerts
Le grand concert est le point culminant des Rema. Aussi appelé Remaplay, il s'agit d'un concert gratuit qui rassemble des stars de la musique africaine. Cet événement attire un large public et vise à célébrer la richesse et la diversité musicale du continent.

### Showcase
Les showcases des rencontres musicales africaines  sont des mini concerts gratuits qui offrent une scène d'expression aux artistes émergents. Ces showcases offrent une plateforme pour les artistes africains, leur permettant de se produire devant un public varié, tout en favorisant les échanges culturels et les collaborations entre musiciens,.

## Innovations
Depuis la première édition jusqu'à cette cinquième, ces rencontres semble gagner en maturité et s'enrichissent de plusieurs innovations.

### Edition 7
- REMA Space, un concept qui consiste à déployer les showcases, un marché de la musique, les parcours métiers au rond-point des Martyrs à Ouaga 2000[7].
- REMA Play, la dénomination du grand concert de clôture[8].
- REMA Expo
- REMA Next, un concept qui décrit le déroulement de l'édition à Bobo-Dioulasso pour la première fois[8].
- Immersio, un parcours de réalité virtuelle
- Label Vert, une initiative soutenue par le PNUD pour encourager les jeunes à s'impliquer dans la lutte contre le changement climatique[9].
- Rema Village d’enfants

### Edition 6
- Prix jeune talent de la musique africaine d’une valeur de 1000 dollars qui est remis au lauréat grâce au soutien de l’ambassade du Brésil[10].
- REMA village enfant, une visite de l'orphelinat de Loumbila avec un concert pour les enfants [11].
- REMA Formation, organisé des workshop sur le métier de data analyst, de beatmaking, de rédacteur web et podcaster et sur la production[10] .

### Edition 5
- Expo des partenaires, une initiative qui permettra aux participants de découvrir les activités de certains partenaires.
- Speed meetings, qui ont pour objectif de permettre aux acteurs burkinabè de rencontrer les acteurs internationaux à travers une liste qui sera établi.
- Formations aux métiers nouveaux, notamment une formation sur les éditeurs, en community management et en show.
- Showcase, qui permettra de présenter les nouveaux talents et parmi les deux soirées showcases, une soirée sera consacrée à l'éducation pour permettre à la musique de contribuer au développement.
- REMA Festival, pour donner un caractère festif à l'évènement[12],[13].

## Thématiques
Chaque édition des Rema est axée sur un thème principal avec des déclinaisons.
- 2019: "Les Circuits et les Nouveaux Modèles Économiques de la Musique Africaine"

Cette première édition des panels a mis en lumière les défis et les opportunités liés aux circuits de distribution et aux modèles économiques émergents dans le secteur musical africain. Les intervenants ont exploré les différentes voies de monétisation et de diffusion de la musique sur le continent.
- 2020: "Musiques, Digital et Économies Locales : Comment Développer des Outils Adaptés"

Ce panel a porté sur l'impact du numérique sur les musiques africaines et sur le développement d'outils adaptés pour soutenir les économies locales. Les discussions ont inclus des stratégies pour optimiser la visibilité des artistes sur les plateformes numériques et pour créer des synergies entre la musique et les économies locales.
- 2021: "Rémunération pour Copie Privée : Moteur de la Création Musicale en Afrique"[15]

Les participants ont examiné le concept de rémunération pour copie privée comme un levier essentiel pour soutenir la création musicale en Afrique. Ce panel a soulevé des questions sur la protection des droits d'auteur et sur les mécanismes de rémunération existants sur le continent.
- 2022: "Musiques Africaines: Un Nouvel Écosystème - Acteurs, Métiers, Outils"

Ce panel a analysé l'évolution de l'écosystème musical africain, en mettant l'accent sur les acteurs clés, les métiers émergents et les outils nécessaires pour naviguer dans ce paysage en constante mutation. Des experts ont partagé leurs expériences et leurs visions pour l'avenir de la musique en Afrique.
- 2023: "Diversité Artistique et Découvrabilité au Cœur de la Création Musicale"

Le thème de cette année a exploré la diversité artistique et la découvrabilité des artistes africains. Trois sous-thèmes ont été abordés:
Marché de la Diffusion en Ligne et Accès au Contenu
Intervenants: Didier Awadi, Didier Toko, Destiny Tchehouali
Ce sous-thème a examiné les enjeux liés à la diffusion de la musique en ligne et à l'accès aux contenus.
La Recommandation: Mainstream ou Diversité?
Intervenant: Tony Mefe, Heaven Marc, Jean Yves Kokou, Lucy Illado
Les intervenants ont discuté des stratégies de recommandation et de la tension entre mainstream et diversité artistique.
L'Enjeu de l'Accès aux Données d'Usage (Optimisation, Classement, Production de Contenus)
Intervenants: Brahim El Marned, Rudy Kwakye, Lassana Diakité, Marc Heaven, Marie Audigier
Ce sous-thème a abordé l'importance des données d'usage pour optimiser la production musicale et améliorer le classement des contenus.
- 2024: "L'Afrodigital créatif et économique en émergence"[9]

## Programmation artistique

### 2018: 1ère édition- REMA 1
- Grand concert:
- Show case:
- REMA Welcome night:

### 2019: 2è édition- REMA 2
- Grand concert:
- Show case: Abibiu Sawadogo, Pamika, Samuel Kamanzi, Malayky, Kilé, Winyo.
- REMA Welcome night:

### 2020: 3è édition- REMA 3
- Grand concert:
- Show case: Impos Dios, Bibiane Sadey, Cheik Siriman Sissoko, Patrick Kabré, Achille Ouattara, Spyrom, Sydyr, Fleur, Kantala, Charl'ozzo [19].
- REMA Welcome Night: Nourat et les lions.

### 2021: 4è édition- REMA 4
- Grand concert:
- Show case: ATT & Sissao, Mahamoud Ilboudo, Didier Awadi, Toska, Kansy, Waliyaan, Spyrom, Zidass, Askoy, Paris Ouaga Dakar, Kalam Kundé.
- REMA Welcome Night :

### 2022: 5è édition- REMA 5
- Grand concert : Mr Léo, Abibou Sawadogo, Amzy, Fior de Bior, Miss Tanya, Greg.
- Show case : Flora Paré, Safiath, Francesko Nchikala, Jah Light, Baba Commandant, Massa Coulibaly, Damo, Malaiki, Vieux farka Touré.
- REMA Welcome Night : Fleur, Moise Ouattara.

### 2023: 6è édition- REMA 6
- Grand concert : Youssoupha, Smarty, Floby, Ayanne, Safarel Obieng, Sissao, Kayawoto, Flora Paré, Sadjio Kodda, Collectif "Nos voix pour la paix"[20].
- Show case : Naftaly, Kaira Band, Monia, Somissou, Alrich, Moise Ouattara, Nile Dawnta, Mounpoubeyi[21].

### 2024: 7è édition - REMA 7
- Grand concert: DIdi B, Innoss'B, Dez altino, Koccee, Didier Awadi, Imilo Lechanceux, Reman, Kandy Guira, Djani Alfa, Zoungnazaguemda.
- Show case : Ami Yerewolo, Cisby, Xsoharè, Diane Beza, Diyane Adams, Sol'e, Nasibo, Adango, P.James, Kundé Blues.
- REMA Welcome night :

## Distinctions
- 2023: Une certification de la Confédération internationale des sociétés d’auteurs et compositeurs (CISAC) lors de la 6ème édition en 2023[22].
- 2023: Certifiées "Copyright friendly label", ils deviennent du même coup le premier évènement au Burkina Faso à recevoir ce label[3].

## Partenariats
Les Rema sont organisées en partenariat avec de nombreuses institutions culturelles, diplomatiques, des entreprises privées et des organisations internationales. Ces partenariats permettent de renforcer l'impact de l'événement et de mobiliser des ressources financières.
- Le ministère de la communication, de la culture, des arts et du tourisme du Burkina Faso,
- L'Union européenne
- Le Programme des Nations Unies pour le développement (PNUD),
- L'ambassade des États-Unis au Burkina Faso,
- L'ambassade du Brésil au Burkina Faso,
- L'Union économique et monétaire ouest africaine,
- L'ambassade du Luxembourg au Burkina Faso,
- L'organisation internationale de la francophonie,
- La Confédération internationale des sociétés d'auteurs et compositeurs (CISAC),
- Le Bureau burkinabè des droits d'auteurs,
- La chambre de l'industrie et du commerce du Burkina Faso,
- L'ONG Save the children,
- Le programme ACP-UE Culture Afrique de l'Ouest,
- Canal+,
- Air Burkina,
- L'Agence pour la sécurité de la navigation aérienne en Afrique et à Madagascar (ASECNA),
- La banque commerciale du Burkina Faso,
- L'Institut français de Ouagadougou,
- Le Goethe Institut de Ouagadougou,
- Coris Bank International,
- One Beer,
- Eau Diam,
- La loterie nationale du burkinabè (LONAB).